# Заслужений колектив Росії Академічний симфонічний оркестр Санкт-Петербурзької філармонії
Заслужений колектив Росії Академічний симфонічний оркестр Санкт-Петербурзької філармонії (рос. Заслуженный коллектив России Академический симфонический оркестр Санкт-Петербургской филармонии, скорочено — ЗКР АСО СПб філармонії) — оркестр при Петербурзькій філармонії.

## Історія
Історія оркестру сходить допридворного музикантського хору, заснованому в 1882 році указом Олександра III. Спочатку цей «хор» був призначений, головним чином, для церемоніальних потреб. Однак в 1897 р. він був перетворений в Придворний оркестр і почав практикувати публічні виступи. На початку XX століття це вже повноцінний музичний колектив, що запрошує як гостьових диригентів таких постатей світового масштабу, як Ріхард Штраус та Артур Нікіш.
У 1917 оркестр, перейменований в Петроградський Державний симфонічний оркестр, очолив Сергій Кусевицький. В 1921 колектив став ядром створюваної в місті філармонії.
У 1920-ті роки оркестром Ленінградської філармонії керували Еміль Купер, потім Микола Малько, а як гастролери виступали Фелікс фон Вейнгартнер, Бруно Вальтер, Отто Клемперер, Дімітріс Мітропулос, Вацлав Таліх. У виконанні оркестру ленінградського звучали радянські прем'єри творів Прокоф'єва, Шостаковича, Брукнера, Ріхарда Штрауса, Малера, Дебюссі, Берга, Стравінського. У 1934 оркестр першим у країні одержав звання Заслуженого колективу Республіки.
Після від'їзду Малько за кордон посаду головного диригента займали Олександр Гаук та Фріц Штідрі. В 1938 Штідрі, не взяв радянського громадянства, залишив СРСР. Головним диригентом був призначений Євген Мравінський.
У роки війни оркестр був евакуйований в Новосибірськ, де за три роки дав 538 концертів.
Після війни оркестр вперше виїхав на закордонні гастролі до Чехословаччини. З 1956 регулярно гастролював у Європі, Японії та США. В 1971 колектив виступив під управлінням Геннадія Рождественського на «Променад-концертах» в Лондоні.
За 50 років під керівництвом Мравинського Заслужений колектив завоював репутацію одного з найкращих оркестрів світу. З оркестром виступали видатні вітчизняні та зарубіжні виконавці — Святослав Ріхтер, Еміль Гілельс, Артур Шнабель, Давид Ойстрах, Леонід Коган, Яким Козлов та інші.
Після смерті Євгена Мравінського в 1988 році головним диригентом був обраний Юрій Темірканов. Попри важку економічну ситуацію в Росії в 1990-ті роки, вдалося зберегти колектив і його престиж. У 2005 Заслужений колектив відкривав сезон в Карнегі-холі. У 2006 оркестр включений в десятку найкращих оркестрів Європи.

## Головні диригенти
- Герман Фліге (1882–1907)
- Гуго Варлі (1907–1917)
- Сергій Кусевицький (1917–1920)
- Еміль Купер (1920–1923)
- Валеріан Бердяєв (1924–1926)
- Микола Малько (1926–1930)
- Олександр Гаук (1930–1934)
- Фріц Штідрі (1934–1937)
- Євген Мравінський (1938–1988)
- Юрій Темірканов (1988 -)